# مانوكود بواق
مانوكود بواق (الاسم العلمي: Phonygammus keraudrenii)،نوع من الطيور يتبع فصيلة طائر الجنة.
سُمي بالبواق بسبب أصواتها البوقية القوية والعالية. الاسم العلمي أُهدي أحياءً لذكرى طبيب البحرية الفرنسية بيير فرانسوا كيروودن (1769-1858).
```
ينتشر هذا النوع على نطاق واسع في جميع أنحاء 
الغابات المطيرة
 في شمال 
شبه جزيرة كيب يورك
 
وغينيا الجديدة
 
وجزر آرو
. هذا النوع 
أحادي الزواج
.
```